# In vivo veritas
In vivo veritas è il primo album dei Mercanti di Liquore, registrato in live tra l'ottobre e il dicembre del 1996 e pubblicato nel 1997. Le registrazioni sono avvenute presso il circolo ARCI di Foppenico, il "Tridente" di Monza e il "Samsara" di Brugherio.

## Tracce
1. Bocca di Rosa 3:04 (Fabrizio De André)
2. Crêuza de mä 5:31 (Fabrizio De Andrè)
3. La guerra di Piero 3:24 (Fabrizio De Andrè)
4. Geordie 3:11 (Fabrizio De Andrè)
5. Amore che vieni, amore che vai 3:54 (Fabrizio De Andrè)
6. Fiume Sand Creek 5:06 (Fabrizio De Andrè)
7. Un giudice 3:14 (Fabrizio De Andrè)
8. Le storie di ieri 4:13 (Fabrizio De Andrè/Francesco De Gregori)
9. Via del campo 2:42 (Fabrizio De Andrè)
10. Auschwitz 5:40 (Francesco Guccini)
11. Il pescatore 3:32 (Fabrizio De Andrè)
12. Bella ciao 4:29

## Formazione
- Lorenzo Monguzzi : Voce e chitarra acustica
- Simone Spreafico : Chitarra classica e acustica
- Pietro Mucilli : Fisarmonica